# Lawrence Weschler
Lawrence Weschler, né le 13 février 1952 à Van Nuys (Los Angeles), est un auteur américain d'œuvres de fiction documentaire. 

## Œuvre
Sa série « Passions and Wonders » comprend Seeing is Forgetting the Name of the Thing One Sees: A Life of Contemporary Artist Robert Irwin (1982), David Hockney’s Cameraworks (1984), Mr. Wilson’s Cabinet of Wonder (1995), A Wanderer in the Perfect City: Selected Passion Pieces (1998), Boggs: A Comedy of Values (1999), Robert Irwin: Getty Garden (2002), Vermeer in Bosnia (2004), Everything that Rises: A Book of Convergences (February 2006) et Uncanny Valley: Adventures in the Narrative (2011).

## Récompenses et distinctions
Mr. Wilson’s Cabinet of Wonder a été sélectionné pour le prix Pulitzer et le National Book Critics Circle Award et Everything that Rises a reçu le prix 2007 du National Book Critics Circle Award for Criticism.